# Яковец, Василий Васильевич
Василий Васильевич Яковец (10 января 1944, Нежин, Черниговская область — 6 ноября 2006, Одесса) — советский и украинский актёр Одесского украинского музыкально-драматического театра (1970—2006). Народный артист Украины (2006).

## Биография
Родился в 1944 году в Нежине.
Окончил актёрский факультет Киевский государственный театральный институт (курс Ирины Молостовой и Дмитрия Алексидзе).
С 1970 года — актёр Украинского музыкально-драматического театра им. Октябрьской революции в Одессе.
Всю дальнейшую жизнь играл на сцене этого театра, сыграл почти 90 ролей. Снимался в эпизодических ролях в фильмах Одесской киностудии.
Последней его работой стала роль Городничего в спектакле «Ревизор» по Н.Гоголю, его любимая роль — именно эту роль он выбрал для бенефиса на свой 60-летний юбилей в 2004 году.
Удостоен звания Народный артист Украины (2006).
Умер в 2006 году в Одессе.

## Фильмография
- 1975 — Мои дорогие — эпизод
- 1975 — Порт — эпизод
- 1976 — Тимур и его команда — гость Александровых
- 1978 — Квартет Гварнери — чекист
- 1978 — Маршал революции — гармонист
- 1979 — Казаки-разбойники — Трофим, папа Жеки
- 1982 — Житие святых сестёр — Игнат
- 1982 — Сто первый — Григорий, отец Вовки
- 1985 — Матрос Железняк — рабочий
- 1986 — Секретный фарватер — раненый
- 1988 — Щенок — секретарь райкома партии
- 1991 — Дорога в Парадиз — член президиума «Общества трезвости»
- 1991 — Моя соседка — эпизод
- 2007 — Сильнее огня — дядя Миша
- 2008 — Ни шагу назад — дядя Миша